# وویچیخ ژیونی

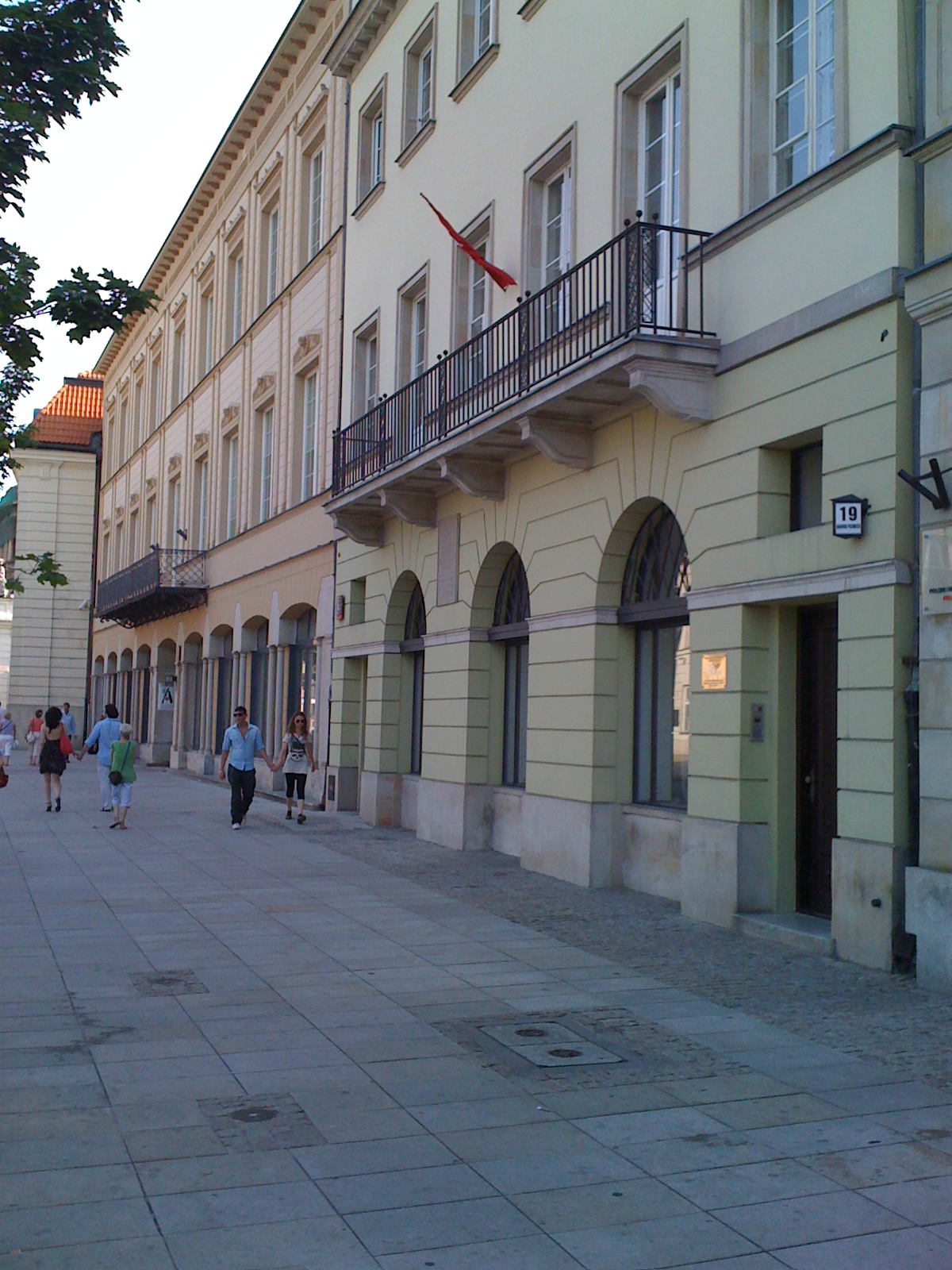
Krakowskie Przedmieście 19, ورشو، لهستان: محل سکونت زیونی ۱۸۳۷–۴۲

وویچیخ ژیونی (به لهستانی: Wojciech Żywny) ‏ (چکی: Vojtěch Živný؛ ‏ زاده ۱۳ مه ۱۷۵۶ - درگذشته ۲۱ فوریه ۱۸۴۲) پیانیست، ویولونیست، معلم موسیقی و آهنگساز لهستانی متولد چک بود. او اولین معلم حرفه‌ای پیانوی فردریک شوپن بود.

## آثار
ژیونی قطعات زیادی برای پیانو، ویولن و همچنین آثار ارکسترال نوشت که تعداد معدودی از آن‌ها امروزه شناخته شده یا منتشر شده‌اند. این قطعات تسلط تازه‌ای از سبک کلاسیک، با تأثیرات عاشقانه روشن را نشان می‌دهند. تأثیر دیگر موسیقی او بر موسیقی فولکلور اروپای مرکزی بود.